# Джеферсон Фарфан
Джѐферсон Агустин Фарфа̀н Гуадалупе (на испански: Jéfferson Agustín Farfán Guadalupe) е бивш перуански професионален футболист, крило. Висок е 177 см. Професионалната кариера на Фарфан започва в Алианса Лима. През 2004 г. халфът преминава в холандксия ПСВ Айндховен. На 10 юни 2008 г. Шалке официално съобщава за привличането на Фарфан в своя състав за 10 милиона евро.